# Thol-lès-Millières
Thol-lès-Millières – miejscowość i gmina we Francji, w regionie Grand Est, w departamencie Górna Marna.
Według danych na rok 1990 gminę zamieszkiwały 42 osoby, a gęstość zaludnienia wynosiła 6 osób/km².